# Касарабонела
Касарабонела (ісп. Casarabonela) — муніципалітет в Іспанії, у складі автономної спільноти Андалусія, у провінції Малага. Населення — 2723 особи (2010).
Муніципалітет розташований на відстані близько 420 км на південь від Мадрида, 37 км на захід від Малаги.

## Демографія
Динаміка населення (INE ):

## Галерея зображень

Розташування муніципалітету у провінції Малага
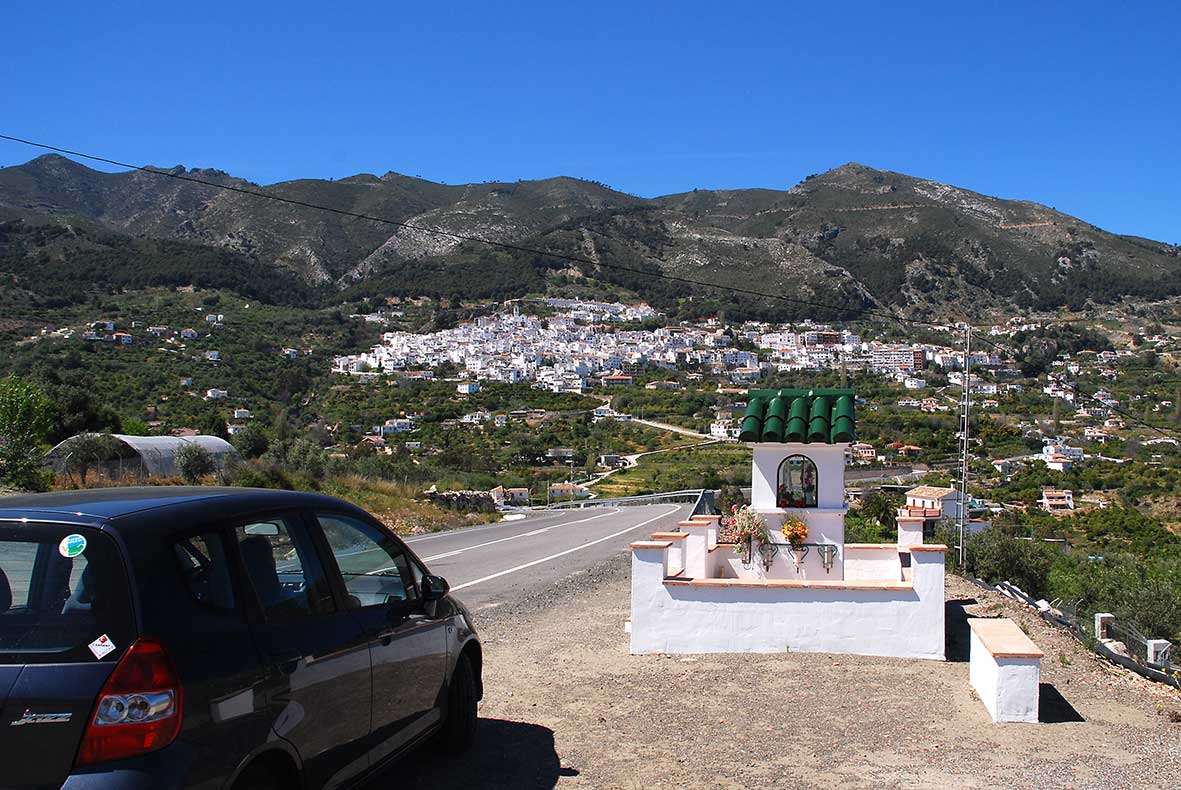
Касарабонела
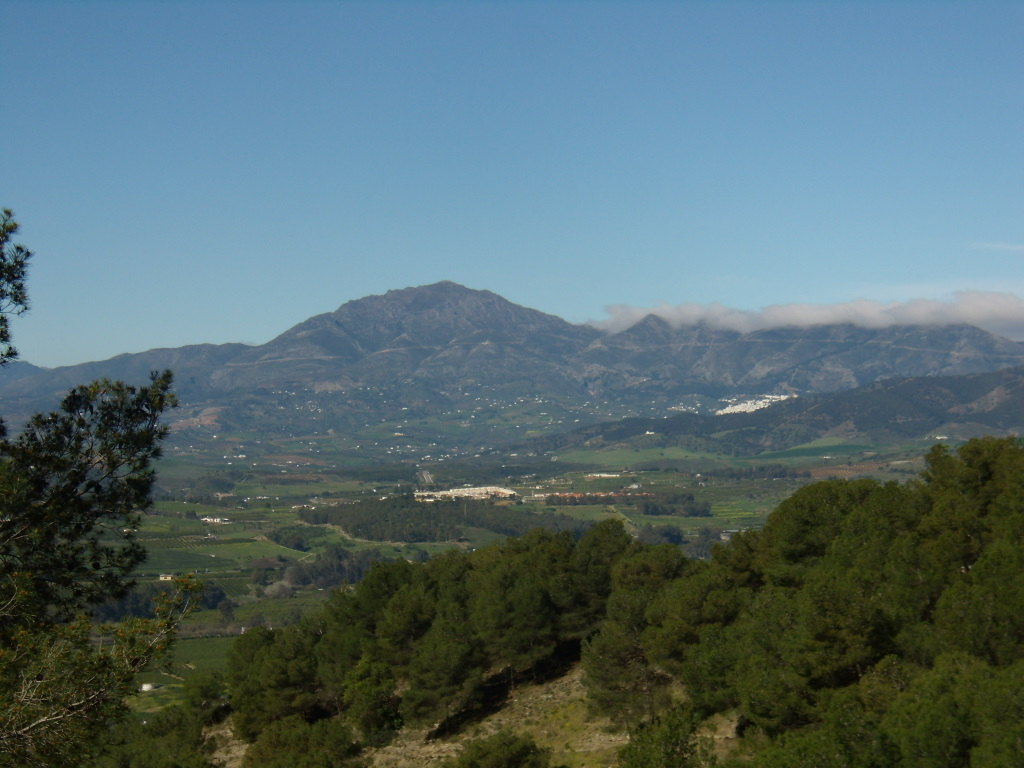
Гори Сьєрра-Прієта і Касарабонела на задньому плані справа